# Giulia Medici
Giulia Medici (ur. 14 sierpnia 1999) – włoska wspinaczka sportowa specjalizująca się w boulderingu, wicemistrzyni igrzysk europejskich, wicemistrzyni Europy juniorów. Pochodzi z Scandiano.

## Wyniki
| Impreza                     | Rok  | Gospodarz            | bouldering | prowadzenie | na szybkość |
| --------------------------- | ---- | -------------------- | ---------- | ----------- | ----------- |
| Mistrzostwa świata          | 2016 | Paryż                | 53         | —           | —           |
| Mistrzostwa świata          | 2018 | Innsbruck            | 74         | —           | —           |
| Mistrzostwa świata          | 2023 | Berno                | 69         | —           | —           |
| Igrzyska europejskie        | 2023 | Tarnów               | 02 !       | —           | —           |
| Mistrzostwa Europy          | 2017 | Monachium            | 43         | —           | —           |
| Mistrzostwa Europy          | 2019 | Zakopane             | 20         | —           | —           |
| Mistrzostwa Europy          | 2022 | Monachium            | 15         | —           | —           |
| Mistrzostwa świata juniorów | 2015 | Arco                 | 27         | —           | —           |
| Mistrzostwa świata juniorów | 2016 | Kanton               | 6          | 27          | —           |
| Mistrzostwa świata juniorów | 2017 | Innsbruck            | 15         | 31          | 25          |
| Mistrzostwa świata juniorów | 2018 | Moskwa               | 21         | 28          | 20          |
| Mistrzostwa Europy juniorów | 2015 | Argentière-la-Bessée | 20         | —           | —           |
| Mistrzostwa Europy juniorów | 2016 | Längenfeld           | 02 !       | —           | —           |
| Mistrzostwa Europy juniorów | 2017 | Slaný Perm           | 5          | 15          | 11          |
| Mistrzostwa Europy juniorów | 2018 | Bruksela             | 9          | —           | —           |